# Andrij Deryzemla
Andrij Wasylowycz Deryzemla (ukr. Андрій Васильович Дериземля, ur. 18 sierpnia 1977 w Sumach) – ukraiński biathlonista, dwukrotny medalista mistrzostw świata.

## Kariera
Pierwszy sukces w karierze osiągnął w 1996 roku, kiedy podczas mistrzostw świata juniorów w Kontiolahti zwyciężył w sprincie.
W zawodach Pucharu Świata zadebiutował 7 grudnia 1996 roku w Östersund, zajmując 81. miejsce w sprincie. Pierwsze pucharowe punkty zdobył 12 grudnia 1998 roku w Hochfilzen, gdzie zajął 21. miejsce w biegu pościgowym. Na podium zawodów tego cyklu pierwszy raz stanął 12 marca 1999 roku w Oslo, gdy rywalizację w sprincie ukończył na trzeciej pozycji. W zawodach tych wyprzedzili go jedynie Halvard Hanevold z Norwegii i Niemiec Sven Fischer. W kolejnych startach jeszcze 7 razy stanął na podium, odnosząc przy tym jedno zwycięstwo: 26 stycznia 2003 roku w Anterselvie wygrał bieg masowy. Najlepsze wyniki osiągnął w sezonach 2008/2009 i 2009/2010, kiedy zajmował 21. miejsce w klasyfikacji generalnej.
Na mistrzostwach świata w Anterselvie w 2007 roku wywalczył brązowy medal w sprincie. Lepsi byli tam tylko Norweg Ole Einar Bjørndalen i Czech Michal Šlesingr. Podczas rozgrywanych cztery lata później mistrzostw świata w Chanty-Mansyjsku wspólnie z Ołeksandrem Biłanenko, Serhijem Semenowem i Serhijem Sedniewem zdobył brązowy medal w sztafecie. Był też między innymi piąty w sztafecie na mistrzostwach świata w Pjongczangu w 2009 roku oraz szósty w biegu masowym podczas mistrzostw świata w Hochfilzen w 2005 roku. Ponadto sześciokrotnie zdobywał medale mistrzostw Europy, w tym złote: w biegu indywidualnym na mistrzostwach Europy w Kontiolahti w 2002 roku oraz w biegu pościgowym podczas mistrzostw Europy w Forni Avoltri rok później i na mistrzostwach Europy w Nowosybirsku w 2003.
W 1998 roku wystartował na igrzyskach olimpijskich w Nagano, gdzie zajął 45. miejsce w sprincie i 18. miejsce w sztafecie. Startował też na kolejnych czterech edycjach tej imprezy, najlepszy wynik osiągając na igrzyskach olimpijskich w Vancouver w 2010 roku, gdzie rywalizację w sprincie ukończył na piątej pozycji. Był również dziewiąty w biegu masowym na rozgrywanych cztery lata później igrzyskach w Soczi.

## Osiągnięcia

### Igrzyska olimpijskie
| Rok  | Miejscowość    | Konkurencje | Konkurencje | Konkurencje | Konkurencje | Konkurencje | Konkurencje | Konkurencje |
| Rok  | Miejscowość    | IN          | SP          | PU          | MS          | RL          | MR          | SR          |
| ---- | -------------- | ----------- | ----------- | ----------- | ----------- | ----------- | ----------- | ----------- |
| 1998 | Nagano         | –           | 45.         | nd.         | nd.         | 18.         | nd.         | –           |
| 2002 | Salt Lake City | 27.         | 38.         | DNS         | nd.         | –           | nd.         | –           |
| 2006 | Turyn          | 39.         | 27.         | 31.         | –           | 7.          | nd.         | –           |
| 2010 | Vancouver      | 27.         | 5.          | 26.         | 26.         | 8.          | nd.         | –           |
| 2014 | Soczi          | 45.         | 22.         | 36.         | –           | 9.          | 7.          | –           |

### Mistrzostwa świata
| Rok  | Miejscowość         | Konkurencje | Konkurencje | Konkurencje | Konkurencje | Konkurencje | Konkurencje | Konkurencje |
| Rok  | Miejscowość         | IN          | SP          | PU          | MS          | RL          | MR          | SR          |
| ---- | ------------------- | ----------- | ----------- | ----------- | ----------- | ----------- | ----------- | ----------- |
| 1997 | Osrblie             | –           | 77.         | –           | nd.         | –           | nd.         | –           |
| 1998 | Pokljuka/Hochfilzen | nd.         | nd.         | –           | nd.         | nd.         | nd.         | –           |
| 1999 | Kontiolahti/Oslo    | 33.         | 65.         | –           | –           | 11.         | nd.         | –           |
| 2000 | Oslo/Lahti          | 30.         | 44.         | 49.         | –           | 8.          | nd.         | –           |
| 2001 | Pokljuka            | 61.         | 22.         | 23.         | –           | –           | nd.         | –           |
| 2002 | Oslo                | nd.         | nd.         | nd.         | 30.         | nd.         | nd.         | –           |
| 2003 | Chanty-Mansyjsk     | 54.         | 23.         | 15.         | –           | 10.         | nd.         | –           |
| 2004 | Oberhof             | 77.         | 58.         | DNS         | –           | –           | nd.         | –           |
| 2005 | Hochfilzen          | 40.         | 11.         | 8.          | 6.          | 10.         | nd.         | –           |
| 2005 | Chanty-Mansyjsk     | nd.         | nd.         | nd.         | nd.         | nd.         | 7.          | –           |
| 2006 | Pokljuka            | nd.         | nd.         | nd.         | nd.         | nd.         | 9.          | –           |
| 2007 | Anterselva          | –           | 3.          | 26.         | 25.         | 8.          | 10.         | –           |
| 2008 | Östersund           | 9.          | 29.         | 36.         | 10.         | 10.         | –           | –           |
| 2009 | Pjongczang          | 8.          | 12.         | 7.          | 23.         | 5.          | 11.         | –           |
| 2011 | Chanty-Mansyjsk     | 14.         | 10.         | 7.          | 13.         | 3.          | –           | –           |
| 2012 | Ruhpolding          | 17.         | 42.         | 22.         | 19.         | 8.          | 14.         | –           |
| 2013 | Nové Město          | 17.         | 17.         | 30.         | 20.         | DSQ         | DSQ         | –           |

### Puchar Świata

#### Miejsca w klasyfikacji generalnej
| Sezon     | Miejsce |
| --------- | ------- |
| 1996/1997 | -       |
| 1997/1998 | -       |
| 1998/1999 | 40.     |
| 1999/2000 | 51.     |
| 2000/2001 | 31.     |
| 2001/2002 | 35.     |
| 2002/2003 | 30.     |
| 2003/2004 | 47.     |
| 2004/2005 | 31.     |
| 2005/2006 | 57.     |
| 2006/2007 | 30.     |
| 2007/2008 | 48.     |
| 2008/2009 | 21.     |
| 2009/2010 | 21.     |
| 2010/2011 | 37.     |
| 2011/2012 | 45.     |
| 2012/2013 | 23.     |

#### Miejsca na podium chronologicznie
| Lp. | Dzień       | Rok  | Miejscowość     | Konkurencja               | Lokata | Pudła   | Czas biegu | Strata | Zwycięzca            |
| --- | ----------- | ---- | --------------- | ------------------------- | ------ | ------- | ---------- | ------ | -------------------- |
| 1.  | 12 marca    | 1999 | Oslo            | Sprint na 10 km           | 3.     | 0+0     | 24:55,3    | +1,0   | Halvard Hanevold     |
| 2.  | 14 grudnia  | 2002 | Östersund       | Sprint na 10 km           | 3.     | 0+0     | 24:29,4    | +29,1  | Ole Einar Bjørndalen |
| 3.  | 26 stycznia | 2003 | Anterselva      | Bieg masowy na 15 km      | 1.     | 0+0+0+0 | 37:00,2    | –      | –                    |
| 4.  | 17 marca    | 2005 | Chanty-Mansyjsk | Bieg pościgowy na 12,5 km | 2.     | 0+1+1+0 | 36:04,8    | +3,9   | Ole Einar Bjørndalen |
| 5.  | 3 lutego    | 2007 | Anterselva      | Sprint na 10 km           | 3.     | 0+0     | 26:44,6    | +25,8  | Ole Einar Bjørndalen |
| 6.  | 26 marca    | 2010 | Chanty-Mansyjsk | Sprint na 10 km           | 3.     | 1+0     | 24:41,0    | +16,7  | Iwan Czeriezow       |
| 7.  | 28 lutego   | 2013 | Oslo            | Sprint na 10 km           | 3.     | 0+0     | 25:52,2    | +7,7   | Tarjei Bø            |